# Manuel Gutiérrez Nájera

Manuel Gutiérrez Nájera

Manuel Gutiérrez Nájera, cunoscut și sub pseudonimul El duque Job, (n. 22 decembrie 1859 - d. 3 februarie 1895) a fost un poet și om politic mexican.
Lirica sa se remarcă prin muzicalitatea și fluența versului, prin perfecțiunea formei și este influențată de romantismul francez și poezia mistică spaniolă, fiind centrată în jurul motivelor iubirii și frumuseții.

## Scrieri
- 1883: Povestiri fragile ("Cuentos frágiles")
- 1896: Poezii ("Poesías")
- 1898/1903: Povestiri de culoarea fumului ("Cuentos color de humo").

Gutiérrez Nájera a fondat Revista azul, de orientare modernistă.